# 埃杜·阿爾巴卡爾
埃杜·阿爾巴卡爾（西班牙語：Edu Albácar；1979年11月16日—）是一位西班牙足球運動員。在場上的位置是左後衛。他現在被西班牙足球甲級聯賽球隊埃爾切足球俱樂部。